# Constant Colmay
Constant Colmay, né le 14 octobre 1903 à Saint-Pierre-et-Miquelon, mort le 25 novembre 1965 à Toulon, est un officier des Forces navales françaises libres pendant la Seconde Guerre mondiale, compagnon de la Libération.
Engagé comme matelot, il termine sa carrière au sommet de la hiérarchie du corps des officiers des équipages. Il participe à l'expédition de Dakar, à la bataille de Bir Hakeim, à la campagne de Tunisie après El Alamein, à la campagne d'Italie où il se distingue à Pontecorvo. Il participe ensuite au débarquement en Provence et à la libération de Toulon, puis à la bataille des Vosges, enfin à la bataille d'Alsace. Il sert aussi pendant la guerre d'Indochine. Il est promu officier en chef des équipages. Retraité, il est le premier conservateur du Mémorial du débarquement en Provence.

## Biographie
Constant Colmay naît à Saint-Pierre-et-Miquelon le 14 octobre 1903.

### Engagement dans la Marine
Engagé en 1922 dans la Marine nationale, il sert dans l'Aéronavale comme quartier-maître naviguant. Au terme d'un engagement de trois ans, il quitte la Royale et navigue dans la Marine marchande comme radio.

### Seconde Guerre mondiale, Forces françaises libres
Au déclenchement de la Seconde Guerre mondiale, Constant Colmay est mobilisé comme officier marinier radio. Il est affecté sur un chalutier armé, le Tarana.

#### Engagement dans les FNFL, Dakar
Au moment de l'Appel du 18 Juin du général de Gaulle, il est déjà en Angleterre, à Londres, et s'engage aussitôt dans les Forces navales françaises libres. Il participe à l'expédition de Dakar fin septembre 1940, il exploite les transmissions pour l'amiral commandant les opérations. Il est ensuite affecté à Douala au Cameroun.

#### Bir-Hakeim, Tunisie, campagne d'Italie
Affecté chez les fusiliers-marins, Colmay rejoint à partir de début 1942 le 1er bataillon de fusiliers marins (1er BFM) dans le désert de Libye. Il est chargé par le commandant Hubert Amyot d'Inville de commander une section de DCA.
À la bataille de Bir Hakeim, en mai et juin 1942, il commande une batterie d'artillerie. Après la seconde bataille d'El Alamein en octobre-novembre 1942, son unité poursuit l'ennemi jusqu'en Tunisie.
En septembre 1943, son bataillon se transforme en 1er régiment de fusiliers marins (1er RFM). Constant Colmay est l'officier en second du 2e escadron. Il participe à la campagne d'Italie et se distingue notamment à Pontecorvo. Il est promu officier des équipages de deuxième classe à la suite de la bataille de San Andrea.

#### Débarquement en Provence, prise de Toulon, campagne de la Libération
Colmay participe ensuite au débarquement en Provence en août 1944 et aux combats pour la libération de Toulon. Il commande alors une batterie de DCA et se distingue par son courage.
Il combat ensuite à la bataille des Vosges à partir de l'automne 1944 puis à la bataille d'Alsace. Il prend le pont de Marckolsheim, et participe brillamment à la bataille pour la libération de Colmar en février 1945. Il est fait compagnon de la Libération par le décret du 20 novembre 1944.

### Guerre d'Indochine
À la fin de la guerre, Constant Colmay est promu officier des équipages de première classe, et nommé à la tête d'une escouade de fusiliers marins. Envoyé en Indochine, il s'y distingue particulièrement le 26 janvier 1946 au cours d'un combat de onze heures à Tan Uyen, en Cochinchine.
Revenu en France métropolitaine, officier principal des équipages, il est affecté à l'école des Fusiliers marins de Sirocco, près d'Alger. Il est de nouveau en Indochine de 1954 à 1956, puis reçoit à Toulon le commandement de la compagnie de garde. Il reste à ce poste pendant six ans, jusqu'à son départ à la retraite en novembre 1962.

### Conservateur du Mémorial du débarquement en Provence
Officier en chef des équipages à la retraite, il devient le premier conservateur du Mémorial du débarquement en Provence, sur le mont Faron. Il y réunit et présente les souvenirs sur ce débarquement.
Constant Colmay meurt le 25 novembre 1965 à Toulon, âgé de 62 ans.

## Hommages et distinctions

### Décorations
- Commandeur de la Légion d'honneur[1]
- Compagnon de la Libération par décret du 20 novembre 1944[1]
- Médaille militaire
- Croix de guerre 1939–1945 (9 citations)
- Croix de guerre des Théâtres d'opérations extérieurs
- Médaille de la Résistance française avec rosette par décret du 11 mars 1947[3]
- Croix du combattant
- Médaille de l'Aéronautique
- Croix du combattant volontaire de la guerre de 1939–1945
- Bronze Star Medal (États-Unis)[4]

### Autres hommages
Portent son nom :
- Le centre de préparation militaire marine de Toulon, appelé « Officier en Chef des équipages Constant Colmay » ;
- Le boulevard Constant-Colmay, à Saint-Pierre de Saint-Pierre-et-Miquelon ;
- La caserne Colmay, également à Saint-Pierre ;
- La compagnie de fusiliers marins de France Sud porte aussi son nom, depuis 2020[5].

L'administration postale de Saint-Pierre-et-Miquelon a émis un timbre en son honneur en 1997.